# جائحة فيروس كورونا في اليونان
تُوَثق هذه المقالة آثار جائحة فيروس كورونا في اليونان لعام 2020، وقد لا تتضمن جميع الاستجابات والتدابير والإجراءات الرئيسية حتى الآن.

## خلفية
في 12 يناير 2020، أكدت منظمة الصحة العالمية عن ظهور فيروس كورونا المستجد كسبب للمرض التنفسي الذي أصاب مجموعة من الأشخاص في مدينة ووهان، مقاطعة خوبي، الصين، إذ أُبلغ عنهم إلى منظمة الصحة العالمية في 31 ديسمبر 2019. كانت نسبة الوفيات بين الحالات المُشخصة بكوفيد-19 أقل بكثير من جائحة فيروس سارس في عام 2003، لكن انتقال العدوى كان أكبر، والوفيات أيضًا.

## الجدول الزمني
في 26 فبراير 2020، أُكّدت أول حالة إصابة بفيروس كورونا في اليونان. امرأة من سالونيك، عمرها 38 عاما، عادت من زيارة لها في شمال إيطاليا وتبين بعد عودتها إلى اليونان أن نتائج الفحص للفيروس إيجابية وأُكّدت في مستشفى الجمعية الأمريكية الهيلينية التقدمية التعليمية (AHEPA University Hospital). قررت عائلتها ومن كان على اتصال مباشر بها عزل أنفسهم عن الاختلاط بالإخرين.
في 27 فبراير 2020 أُكّدت إصابة حالتين، ابن المرأة ذاتها ذو تسعة أعوام ظهرت نتائج فحصه وكانت إيجابية لإصابته بالفيروس وأُكّدت الحالة في المستشفى ذاته. الحالة الأخرى كانت لامرأة تبلغ أربعين عاما كانت قد سافرت إلى إيطاليا وعند عودتها كانت نتائج الفحص للفيروس إيجابية وأُكّدت في مستشفى أتيكون الجامعي. بعد تأكيد الحالتين الثانية والثالثة في اليونان أُعلن إغلاق المدرسة الأساسية (105th Primary School of Thessaloniki) في سالونيك -المدرسة التي كانت ترتادها ابنة المصابة الأولى بالفيروس- مدة 14 يوما. وأعلن وزير الصحة فاسيليس كيكيلياس (Vasilis Kikilias) إلغاء المهرجانات في انحاء اليونان.
28 فبراير 2020 أُكّدت الحالة الرابعة في اليونان، امرأة من أثينا عمرها 36 عاما، كانت قد سافرت إلى إيطاليا حديثا، ظهرت نتائج فحص الإصابة بالفيروس وتبين أنها مصابه به، وأُكّدت في مستشفى أتيكون الجامعي.
في التاسع والعشرين من شباط (29 فبراير) أُكّدت إصابة ثلاث حالات .صديق المرأة ذات الثماني والثلاثين عاما -المصابة الأولى في اليونان- أُكّدت إصابته في مستشفى الجمعية الأمريكية الهيلينية التقدمية التعليمية (AHEPA University Hospital). إضافة إلى ذلك، شخصان آخران من أثينا أُرسلوا إلى المستشفى العام سوتيريا (General Hospital Sotiria)، وهكذا أصبح عدد الحالات المُؤكد إصابتها بالفيروس سبع حالات.
في 4 مارس 2020، أُقرت إصابة شخصين آخرين في اليونان، رجل في متوسط العمر كان على اتصال مباشر مع خمسة من المؤكد إصابتهم، تبينت نتائج إصابته بالفيروس إيجابية ولا يزال في العزل الانفرادي في مستشفى سالونيك المرجعي. بالإضافة إلى رجل سافر إلى مصر وإسرائيل، أُرسل إلى المستشفى المرجعي في باتراس، فصار بذلك عدد الإصابات الكلي تسع حالات.
في 5 مارس 2020، أُكّدت إصابة 22 شخصا آخر. زوجة الرجل ذو 66 عاما -المصاب التاسع في اليونان- أظهرت نتائج فحوصاتها أنها مصابة أيضا، وأرسلت إلى المستشفى المرجعي في باتراس.21 شخصا من زملائهم في السفر أصيبوا بالفيروس أيضا. في اليوم ذاته أُكّدت حالة جديدة في سالونيك، امرأة تبلغ 32 عاما ،كانت قد عادت للتو من إيطاليا. فأصبح العدد الكلي للمصابين في اليونان 32 .
في 6 مارس 2020، أُكّدت 14 حالة أخرى في اليونان، فارتفع العدد الكلي للحالات إلى 46 إصابة. المدارس، والجامعات، والمسارح، ودور السينما ستبقى مغلقة في ثلاث مناطق (آخايا، ايليا، زاكينثوس) حتى 22 مارس. ستُقام الأحداث الرياضية دون حضور الجمهور والمتفرجين في نفس المناطق حتى 22 مارس.
في 4 يوليو 2020 ، أعلنت اليونان تمديد إجراءات العزل المتعلقة بحالات فيروس كورونا جديدة في مخيمات اللاجئين المكتظة في المنطقة ، على الرغم من انتقادها لاستغلال الوباء للسيطرة على الحركة وأعلنت وزارة الهجرة أن المخيمات فرضت عليها إجراءات العزل في 21 مارس ، والتي تم تمديدها حتى 19 يوليو.